# Kirner Privatbrauerei Ph. und C. Andres

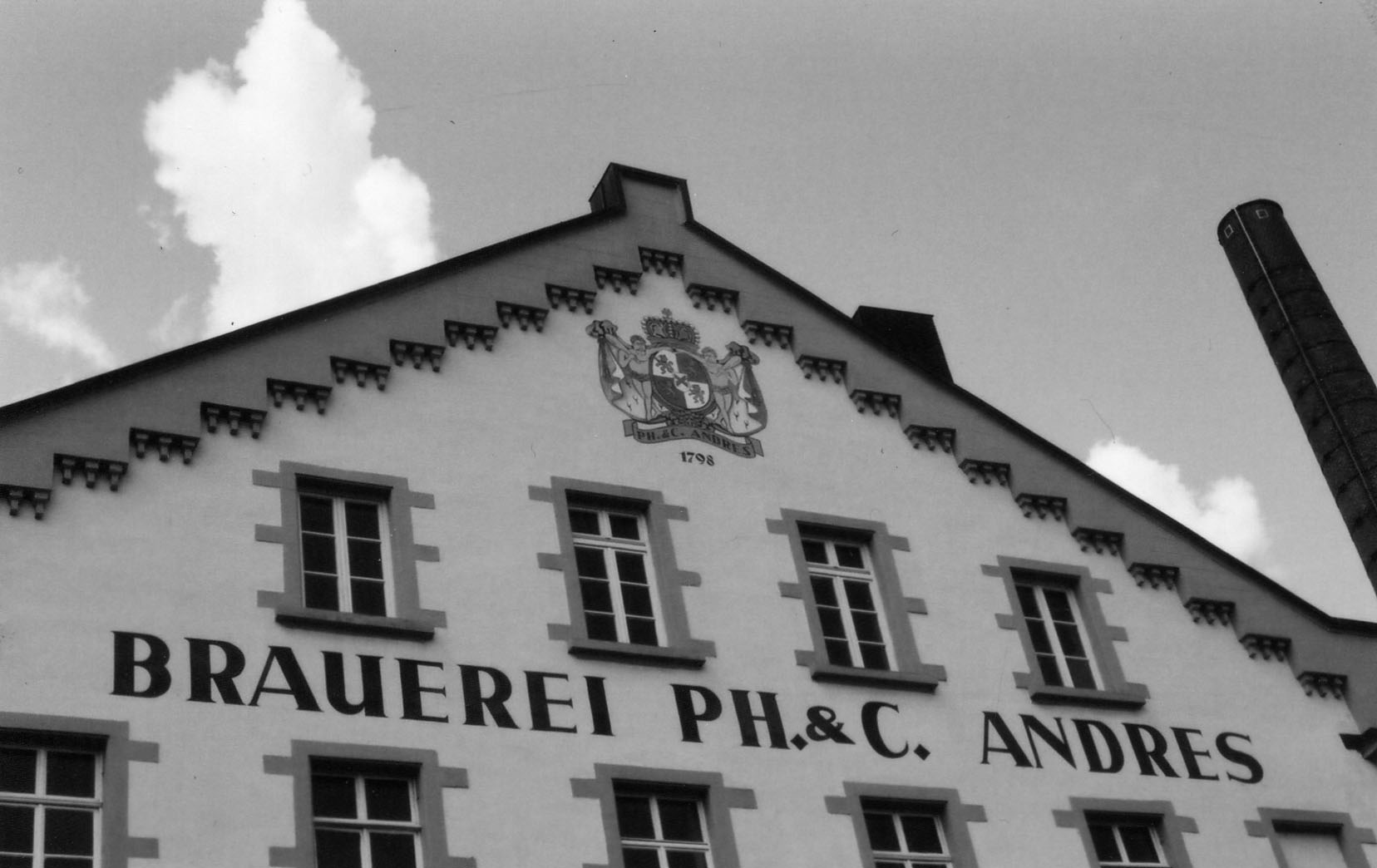
Die Brauerei Andres in Kirn mit dem Markenzeichen, dem Wappen der Fürstenfamilie Salm-Kyrburg

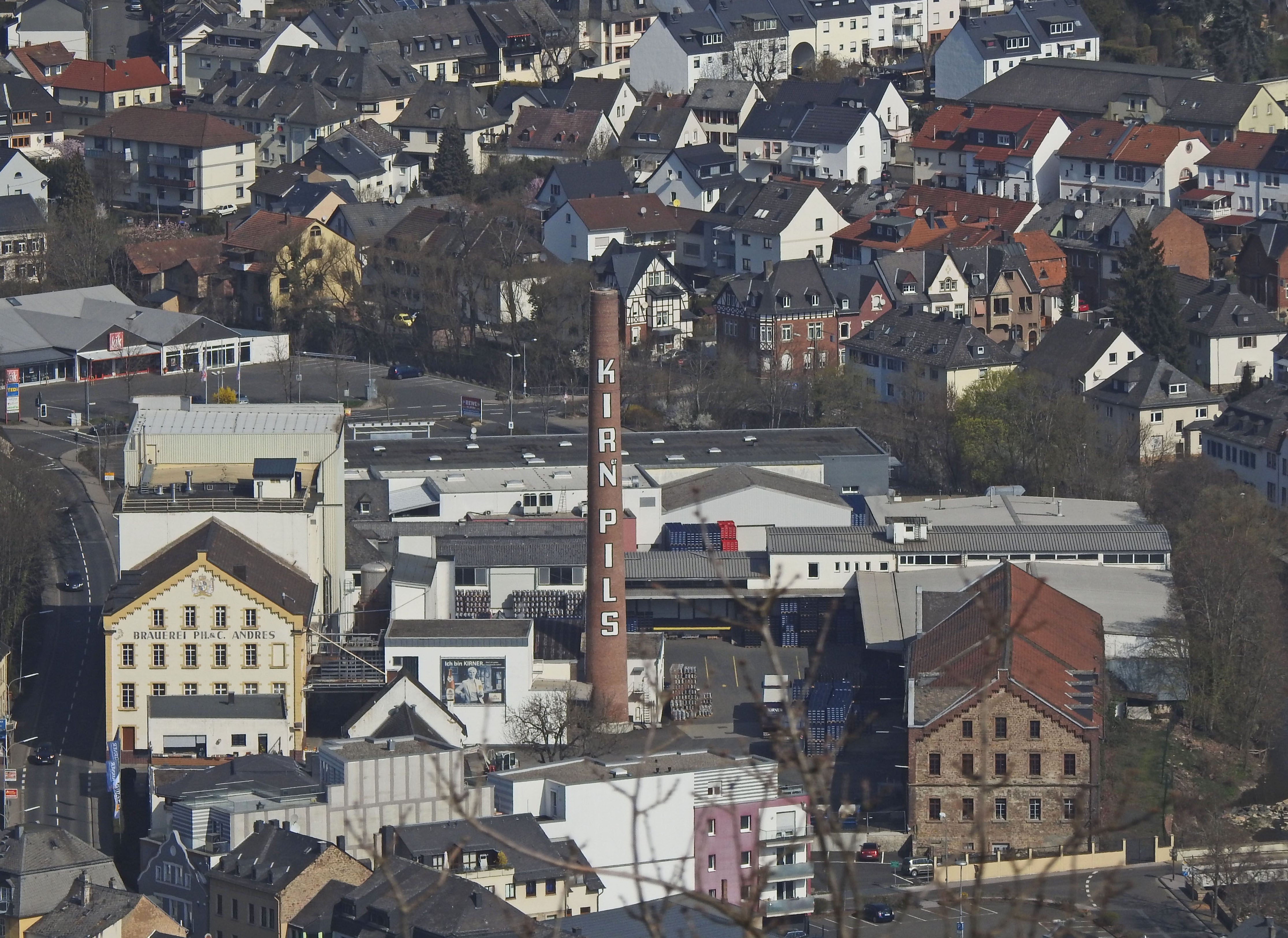
Die Anlage der Kirner Brauerei mit verschiedenen Werkshallen.

Die Kirner Privatbrauerei Ph. und C. Andres GmbH und Co. KG ist eine Brauerei im rheinland-pfälzischen Kirn. Das bekannteste Produkt der Brauerei ist das Kirner Pils.

## Geschichte
Der Kirner Gastwirt Jakob Andres, der eigentlich Gerber war, begann 1798, mit seinen ursprünglich für den Eigenbedarf gebrauten Bieren auch andere Gaststätten zu beliefern. Dieses Datum gilt heute als das Gründungsdatum des Unternehmens. Bereits schnell gab er die Gerberei auf und widmete sich ganz seiner Gaststätte und dem Bierbrauen. 1814/15 begann die Brauerei zu expandieren und immer mehr Kunden aus dem Kirner Umland zu gewinnen. 1824 verstarb Jakob Andres und hinterließ seinem Sohn Johann Phillip Andres (1800–1874) die Brauerei. Dieser schloss die eigene Gaststätte und widmete sich ganz dem Bier.
Über die Jahre wurde die Brauerei immer größer, doch der Durchbruch gelang erst noch eine Generation später. Phillip (1835–1883) und Carl Andres (1836–1894) absolvierten ihr Lehrjahre unter anderem in München und verschiedenen böhmischen Brauereien, so auch in Pilsen dem Geburtsort der Biersorte „Pils“. Die Gebrüder gründeten dann die heute noch bestehende Firma „Kirner Privatbrauerei Ph. und C. Andres GmbH und Co. KG“ und erwarben die ehemalige fürstliche Salm-Kyrburgischen Kellerei, die nun den Sitz der Brauerei darstellte. Das Wappen der Fürstenfamilie Salm-Kyrburg, das die Front der Kellerei ziert, ist noch heute das Markenzeichen der Firma. Sie ließen auch schon die Brauereianlagen beidseitig der Kallenfelser Straße bauen, die dort bis heute noch beheimatet sind. Der wirtschaftliche Höhepunkt der Brauerei war Anfang des 20. Jahrhunderts. Die ehemalige kleine Provinzbrauerei avancierte zu einer der größten Brauereien des Rheinlandes, was auch an der Einführung des heute noch beliebtesten Kirner Produktes, dem „Kirner Pils“ 1924 zu tun hat.
Sie lieferte bis nach Elsass-Lothringen. Zwischen 1929 und 1948 wurde der Absatz aber wieder kleiner. Die Depressions- und Kriegsjahre haben die Brauerei wirtschaftlich sehr geschwächt, aber ab ca. 1950 begann wieder ein Aufschwung durch das Wirtschaftswunder.
In den 1970er Jahren produzierte man ca. 180.000 Liter jährlich, was den Höhepunkt des Bierausstoßes darstellte. In den Gebäuden der ehem. fürstl. Kellerei befanden sich bis ca. 1990 die Anlagen der Vitaborn-Werke, eines ehemaligen Fruchtsaftherstellers, der wie die gegenüberliegende Brauerei der Familie Andres gehörte; heute ist darin u. a. ein Restaurant mit Hotel untergebracht. Ein an die Brauerei angeschlossener Lizenzbetrieb zur Herstellung und Abfüllung von Coca-Cola und verwandten Getränken wurde um dieselbe Zeit in ein Vertriebszentrum umgewandelt, das schließlich an den Stadtrand ausgelagert wurde. Mittlerweile widmet man sich aber wieder voll der Bierbrauerei. Doch auch dort gibt es Probleme. Der Trend hin zur Großbrauerei und weg von der Privatbrauerei zeichnet sich schon seit langem ab. Durch größere Chargen und daraus resultierenden geringeren Produktionskosten können diese großen Brauereien ihr Produkte oftmals billiger anbieten und durch größere Werbeetats besser vermarkten. Doch auch die Kirner Brauerei hat seit Anfang der 2000'er begonnen ihr Produktsortiment zu erweitern und zu modernisieren. Über die Jahre wurden Sorten wie etwa das „Kirner Landbier Hell“ und „Dunkel“, das „Pils Alkoholfrei“ oder auch das „Kirner Weizen“ auf den Markt gebracht.
2016 wurde eine neue Abfüllanlage in Betrieb genommen, die modernsten Ansprüchen genügt.
Der neueste Schritt der Modernisierung ihrer Produkte hat die Kirner Brauerei im Jahr 2022 durchgeführt. Das seit Jahrzehnten geläufige Flaschendesign mit dem Markenzeichen der Brauerei, dem Wappen des Adelsgeschlechtes „Salm-Kyrburg“ wich einem modernisierten Design was das Produkt attraktiver Gestalten sollte. Auch die Brauerei bekam ein neues Logo und neue Bierkästen mit einem aktualisierten Schriftzug. Außerdem wurden noch die Website, das Geschäftspapier, alle Beschilderungen und Gaststättenausstattungen, sowie Werbemittel, Mitarbeiterbekleidungen und neues Merchandise.
Die Kirner Privatbrauerei ist Mitglied der Initiative „Die Freien Brauer“, einem Zusammenschluss von 40 mittelständischen Privatbrauereien in Deutschland und Österreich.
Der Ausstoß beläuft sich nach Angaben der Brauerei auf 80.000 Hektoliter/Jahr.

## Kirner-Bier Club
2011 gründete die Kirner Brauerei den „Kirner-Bier Club“ eine Möglichkeit für Privatpersonen die Brauerei über den Kauf der Produkte hinweg zu unterstützen.
Für eine jährliche Zahlung von 22,50 Euro (Stand Oktober 2024) bekommt man einmal im Jahr zu seinem Geburtstag einen Gutschein über einen Kasten Bier (gilt für alle Sorten) und Anfang des Jahres, meist zwischen März und April, ein T-Shirt, exklusiv für Bier Club Mitglieder, mit jährlich wechselndem Design.
Zum 10-jährigen Jubiläum 2021 erreicht der Club 10.000 Mitglieder.

## Sortiment
Die Brauerei stellt folgende Produkte her:
- Pils – das klassische und meistgetrunkene Kirner Bier (Sortimentsanteil: 75 %)[6]
- Landbier – untergäriges, unfiltriertes (also naturtrübes) Kellerbier, gebraut aus heimischer Gerste („SooNahe Produkt“). 2011 als helles Bier eingeführt, seit 2012 auch als dunkles Bier erhältlich.
- Frei – alkoholfreies Bier
- Cola-Bier – Mischgetränk aus Cola und Bier
- Weizen – Naturtrübes Weizenbier (Sortimentsanteil: 15 %)
- Weizen alkoholfrei, Mai 2009 eingeführt[7]
- Weizen Radler alkoholfrei aus 50 % Kirner Weizen alkoholfrei und 50 % Schwollener Zitrone naturtrüb Limonade, 2013 eingeführt[8]
- Bock – helles Bockbier, das 2008 erstmals seit 1993 wieder saisonal (im Winter) erhältlich ist[9]; seit 2009 Schinderhannes Bock
- Radler – Mischgetränk aus Schwollener Sprudel-Zitronenlimonade und Kirner Bier[10]
- Hunsrücker Hell – untergäriges Helles Bier[11]
- Cola Mix – koffeinhaltiges Mischgetränk aus Cola und Orangenlimonade

Mit Ausnahme des klassischen Kirner Pils und des wiederbelebten Bock wurden diese Sorten alle seit den 1990er Jahren eingeführt.
Nicht mehr erhältliche Sorten:
- Pur – unfiltriertes Kellerbier; 2011 durch helles Landbier abgelöst
- 1798 – zum 200-jährigen Brauereijubiläum in Anlehnung an eine Originalrezeptur von 1798 eingeführt, rotgoldener Farbton. 2012 mit Einführung des dunklen Landbiers aus dem Sortiment genommen.
- Kyr – leichtes alkohol- und kalorienreduziertes Schankbier; „kyr“ ist keltischen Ursprunges und bedeutet übersetzt „Wasser“, außerdem bezieht sich der Name auf die Kyrburg, die sich auf einem Hügel über der Stadt Kirn befindet
- CoolAmix – Biermischgetränk, seit 2012 in veränderter Rezeptur als Cola-Bier angeboten.
- Schinderhannes Alt – Altbier, 1999 eingestellt.
- Lemonmix – seit Mai 2012 nicht mehr im Sortiment
- Weitere historische Sorten[12] sind u. a. ein Märzenbier, ein Malzbier (Kraft) und das Fürst-Dominik-Bier.

## Auszeichnungen
Die Sorte 1798 wurde im Jahr 2001 vom „1. Deutschen Bierclub Dortmund“ als Bier des Jahres ausgezeichnet. 2004 erhielten die Sorten Pils und 1798 Goldmedaillen der „Monde Selection“ (Brüssel). 2009 wurden die Sorten Pils und Weizen von der DLG prämiert. Auch 2012 erhielten Kirner Biere Auszeichnungen der DLG.
Seit 2020 hält die Brauerei das Gütesiegel „Slow Brewing“, was die Qualität des Bieres auszeichnet.
2023 erhielten die Sorten „Kirner Landbier Dunkel Naturtrüb“ und „Kirner Schinderhannes Bock“ bei der Finest Beer Selection By Meiniger & Doemens mit jeweils 95 und 90 Geschackspunkten ausgezeichnet. 2024 wurden die Sorten „Kirner Pils“ „Kirner Landbier Hell“ und „Kirner Hunsrücker Hell“ mit jeweils 90 Punkten bewertet.

## Sponsoring
Kirner Pils war bis zur Fußballsaison 2012/2013 mehrere Jahre Sponsor des 1. FSV Mainz 05. Die Brauerei war außerdem Partner der rheinland-pfälzischen Landesgartenschau in Bingen 2008.
2024 sponserte die Brauerei die „24h von Rheinland-Pfalz“